# Falco Lombardi
Falco Lombardi (ファルコ・ランバルディ, Faruko Ranbarudi) is een Nintendo-personage uit de Star Fox-reeks.
Falco is Fox' beste vriend en de tweede piloot. Na Lylat Wars verlaat hij de groep en aan het eind van Star Fox Adventures komt hij terug. In Star Fox Command ligt het aan het pad dat de speler neemt of Falco de groep wel of niet zal verlaten. Falco komt voor in een aantal andere spellen, zoals Super Smash Bros. Melee, Super Smash Bros. Brawl, Super Smash Bros. voor 3DS en Wii U en Super Smash Bros. Ultimate waar hij bij alle spellen een personage is dat niet op het begin beschikbaar is. 